# Babka zachodniogrecka
Babka zachodniogrecka (Economidichthys pygmaeus) – gatunek endemicznej ryby promieniopłetwej z rodziny babkowatych (Gobidae).
Występuje endemicznie w Grecji: żyje w jeziorze Trichonida oraz dorzeczach rzek Louros, Arachthos i w zatoce Vlicho na zachodzie. Spotykana jest także zatoce Patraskiej i Albanii. Jej obecność stwierdzono również na wyspie Leukada położonej na Morzu Jońskim. W jeziorze Trichonida koegzystuje razem z dwoma innymi gatunkami babek: babką trichonidzką (Economidichthys trichonis) i babką kaukaską (Knipowitschia caucasica). Razem z tym pierwszym taksonem występuje w małych zlewiskach jeziora, blisko górnego biegu rzeki Acheloos. Obie zamieszkują przybrzeżne wody, pokryte gęstą roślinnością wodną i detrytusem, gdzie mogą znajdywać pokarm. Dno jest także dodatkowo pokryte żwirem i kamieniami.
Jest ona większa od swej krewniaczki, E. trichonis. Samiec osiąga takie same rozmiary jak samica. Babka ta osiąga ok. 5,4 cm długości całkowitej. Ciało ciemne lub z krótkimi poprzecznymi plamami lub pręgami (w niektórych źródłach opisywane babki nie mają tych prążków). Brzuch jest bezłuski, nagi. Dość duży pęcherz pławny. Płetwa odbytowa posiada jeden promień twardy i od siedmiu do dziesięciu promieni miękkich. Liczba kręgów u tego gatunku ryby wynosi od 28 – 31. Na pierwszej płetwie grzbietowej wyraźna ciemna plama.
Ryba dość słabo poznana. Samotnik. Przeprowadzono badania nad tą babką w latach 2006–2007. Analizie poddano zawartość żołądka 533 osobników o długości całkowitej 13,42 – 48,65 mm, pobranych ręcznie siatką (rozmiar oczek 2 mm). Skład pokarmu sugerował, że ta babka jest rybą mięsożerną. Pozycje systematyczne zdobyczy zidentyfikowane w żołądkach należą do czterech głównych grup: skorupiaków, owadów, mięczaków i roślin. Największe znaczenie miały widłonogi zwłaszcza u ryb poniżej 23 mm, a ochotkowate u ryb powyżej 23 mm. Skład diety wykazywał niewielką zmienność sezonową. Copepoda dominowały w diecie jesienią i zimą (43,4%; 82,4%) i zostały zastąpione przez larwy Chironomidae wiosną (39,7%) i latem (47,7%). W okresie rozrodczym duże samce wykazują wąskie spektrum pokarmowe w przeciwieństwie do dużych samic, co odzwierciedla różne wzorce aktywności wykazywane przez samce i samice w okresie lęgowym, ponieważ te pierwsze wspierają opiekę rodzicielską. Zgodnie ze zmodyfikowaną metodą graficzną Costello, wyspecjalizowane osobniki tworzą populację babki, która żywi się dwoma preferencyjnymi rodzajami ofiar (np. widłonogi, ochotkowate). Niemniej jednak zjadają okazjonalną zdobycz (np. wioślarki, owady, ślimaki). Gatunek żeruje głównie w nocy i wczesnym rankiem, przy mniejszym natężeniu światła. Najwyższa aktywność żerowania odnotowywana jest w nocy (godz. 2.00) i wczesnym rankiem.
Długość dojrzałości samców i samic oszacowano na odpowiednio 23,54 i 23,28 mm. Tarło przypada na marzec i kwiecień (choć w badaniach z 2007 roku tarło u tych babek przypadało na od lutego do nawet czerwca). Samice składają często od 59 do 309 ziaren ikry (FishBase szacuje liczbę ikry na nawet 600 ziaren). Samiec często opiekuje się ikrą aż do wyklucia się narybku. Jaja są cylindrycznego kształtu, o wymiarach 2,38 × 0,89 mm, tym samym są większe od jaj E. trichonis. Osobniki dorosłe po odbyciu tarła i pielęgnowaniu ikry giną.
Gatunek ten jest uznawany przez IUCN za gatunek najmniejszej troski (LC – Least Concern) od roku 2006. Liczebność populacji nie jest znana, podobnie jak jej trend. Do Jeziora Pamvotida babka zachodniogrecka została zintrodukowana, obecnie dominując nad strefą litoralną tego jeziora. Innymi gatunkami razem z nią introdukowanymi są: Rutilus panosi, karp (Cyprinus carpio), gambuzja pospolita (Gambusia affinis) oraz karaś srebrzysty (C. gibelio). Te gatunki mogą zagrażać takim taksonom jak: Phoxinellus epiroticus, Squalius pamvoticus i węgorzowi (Anguilla anguilla).